# Hexatoma simalurensis
Hexatoma simalurensis är en tvåvingeart som först beskrevs av De Meijere 1916.  Hexatoma simalurensis ingår i släktet Hexatoma och familjen småharkrankar. Inga underarter finns listade i Catalogue of Life.